# Pesqueira (São Tomé)
Pesqueira é uma aldeia de São Tomé e Príncipe, localiza-se no Distrito de Caué, ilha de São Tomé, próxima às localidades de Dona Augusta, Nunes de Oliveiro.